# NGC 5559
NGC 5559 là một thiên hà xoắn ốc, nằm cách xa 240 triệu năm ánh sáng trong chòm sao Mục Phu.